# Чемпионат Азии по самбо 2022
Чемпионат Азии по самбо 2022 года прошёл в городе Джуния (Ливан) 2-4 июня.

## Медалисты

### Мужчины
| Весовая категория | Золото                         | Серебро                            | Бронза                                                               |
| ----------------- | ------------------------------ | ---------------------------------- | -------------------------------------------------------------------- |
| до 58 кг          | Каирбедри Ардынбай · Казахстан | Нургази Жанбосунов · Кыргызстан    | Достон Рузиев · Узбекистан Мухамметмурад Бабеков · Туркменистан      |
| до 64 кг          | Есентай Имаханов · Казахстан   | Хомиджон Муминов · Узбекистан      | Белек Бараканов · Кыргызстан Мухаммет Коссеков · Туркменистан        |
| до 71 кг          | Арнур Куатай · Казахстан       | Шахриёрбек Маматкулов · Узбекистан | Какагелды Егенбаев · Туркменистан Джо Хаддад · Ливан                 |
| до 79 кг          | Умиджон Абдуллаев · Узбекистан | Бегенч Балтаев · Казахстан         | Джанг Джахи · Республика Корея Айдос Алиев · Кыргызстан              |
| до 88 кг          | Ихтиёр Эшмуродов · Узбекистан  | Еламан Койшибаев · Казахстан       | Сайедмухамедреза Саидимадани · Иран Недир Аллабердыев · Туркменистан |
| до 98 кг          | Гуванч Бегалиев · Туркменистан | Нодиржон Мерхаликов · Узбекистан   | Алибек Зекенов · Казахстан Турабек Жолдошказиев · Кыргызстан         |
| свыше 98 кг       | Нурбек Тураев · Узбекистан     | Алтынбек Абдыкасимов · Кыргызстан  | Милад Шири Ахабаба · Иран Темирлан Колбай · Казахстан                |

#### Командный зачёт
*   Принимающая страна (Ливан)
| Место          | Страна           | Золото | Серебро | Бронза | Всего |
| -------------- | ---------------- | ------ | ------- | ------ | ----- |
| 1              | Узбекистан       | 3      | 3       | 1      | 7     |
| 2              | Казахстан        | 3      | 1       | 2      | 6     |
| 3              | Туркменистан     | 1      | 1       | 4      | 6     |
| 4              | Кыргызстан       | 0      | 2       | 3      | 5     |
| 5              | Иран             | 0      | 0       | 2      | 2     |
| 6              | Ливан*           | 0      | 0       | 1      | 1     |
| 6              | Республика Корея | 0      | 0       | 1      | 1     |
| Всего стран: 7 | Всего стран: 7   | 7      | 7       | 14     | 28    |

### Женщины
| Весовая категория | Золото                                 | Серебро                           | Бронза                                                              |
| ----------------- | -------------------------------------- | --------------------------------- | ------------------------------------------------------------------- |
| до 50 кг          | Маргарита Бажаева · Казахстан          | Динара Ивадуллаева · Туркменистан | Мушараф Ибодуллаева · Узбекистан                                    |
| до 54 кг          | Самара Абдулмалик Кызы · Кыргызстан    | Гулдана Алмуханбетова · Казахстан | Угилхон Кинжабоева · Узбекистан Ли Джиёнг · Республика Корея        |
| до 59 кг          | Ибодатхон Агажонова · Узбекистан       | Маржан Бизак · Казахстан          | Мадина Айдогдыева · Туркменистан Шин Юёнг · Республика Корея        |
| до 65 кг          | Мухлисахон Кадырберганова · Узбекистан | Ажар Саликова · Казахстан         | Динара Халлыева · Туркменистан Анна Макеева · Новая Зеландия        |
| до 72 кг          | Дилдаш Курышбаева · Казахстан          | Рано Узакова · Туркменистан       | Мохигул Комилжанова · Узбекистан Мираида Медетбек Кызы · Кыргызстан |
| до 80 кг          | Азман Амаева · Казахстан               | Гульмира Усматова · Узбекистан    | Фарида Маммедова · Туркменистан                                     |
| свыше 80 кг       | Сидни Си · Филиппины                   | Арайлым Абенова · Казахстан       | Нигина Хужаева · Узбекистан Максуда Егембердыева · Туркменистан     |

#### Командный зачёт
*   Принимающая страна (Ливан)
| Место          | Страна           | Золото | Серебро | Бронза | Всего |
| -------------- | ---------------- | ------ | ------- | ------ | ----- |
| 1              | Казахстан        | 3      | 4       | 0      | 7     |
| 2              | Узбекистан       | 2      | 1       | 4      | 7     |
| 3              | Кыргызстан       | 1      | 0       | 1      | 2     |
| 4              | Филиппины        | 1      | 0       | 0      | 1     |
| 5              | Туркменистан     | 0      | 2       | 4      | 6     |
| 6              | Республика Корея | 0      | 0       | 2      | 2     |
| 7              | Новая Зеландия   | 0      | 0       | 1      | 1     |
| Всего стран: 7 | Всего стран: 7   | 7      | 7       | 12     | 26    |

### Боевое самбо
| Весовая категория | Золото                             | Серебро                          | Бронза                                                                      |
| ----------------- | ---------------------------------- | -------------------------------- | --------------------------------------------------------------------------- |
| до 58 кг          | Лутфилла Сайдаматов · Узбекистан   | О Хюпчан · Республика Корея      | Махди Камхаз · Ливан                                                        |
| до 64 кг          | Баходир Бакиев · Узбекистан        | Адилбек Сейссов · Казахстан      | Саяк Бараканов · Кыргызстан Мейлис Ниязменлиев · Туркменистан               |
| до 71 кг          | Олимжон Нумородов · Узбекистан     | Ассет Анарбаев · Казахстан       | Мухаметнияз Гурбандурдыев · Туркменистан Джамель Сафаа · Ирак               |
| до 79 кг          | Даирбек Каряев · Кыргызстан        | Ассылбек Смайлов · Казахстан     | Рустем Пенжиев · Туркменистан Мохаммед Аллабас · Ирак                       |
| до 88 кг          | Мехриддин Маннонов · Узбекистан    | Бектен Еркебай Уулу · Кыргызстан | Айбек Саметай · Казахстан Мужтаба Аль-Рубае · Ирак                          |
| до 98 кг          | Бекболсун Керимбеков · Кыргызстан  | Райхан Мади · Казахстан          | Чарымурат Аннагурбанов · Туркменистан Шеримухамбет Ходжаниязов · Узбекистан |
| свыше 98 кг       | Бабаджан Ивадуллаев · Туркменистан | Таласбек Нуралиев · Кыргызстан   | Алим Муртазакулов · Узбекистан Али Аль-Зибари · Ирак                        |

#### Командный зачёт
*   Принимающая страна (Ливан)
| Место          | Страна           | Золото | Серебро | Бронза | Всего |
| -------------- | ---------------- | ------ | ------- | ------ | ----- |
| 1              | Узбекистан       | 4      | 0       | 2      | 6     |
| 2              | Кыргызстан       | 2      | 2       | 1      | 5     |
| 3              | Туркменистан     | 1      | 0       | 4      | 5     |
| 4              | Казахстан        | 0      | 4       | 1      | 5     |
| 5              | Республика Корея | 0      | 1       | 0      | 1     |
| 6              | Ирак             | 0      | 0       | 4      | 4     |
| 7              | Ливан*           | 0      | 0       | 1      | 1     |
| Всего стран: 7 | Всего стран: 7   | 7      | 7       | 13     | 27    |

### Боевое самбо (женщины)
| Весовая категория | Золото                            | Серебро                          | Бронза                                                        |
| ----------------- | --------------------------------- | -------------------------------- | ------------------------------------------------------------- |
| до 50 кг          | Мушараф Ибодуллаева · Узбекистан  | Инас Аширбек · Казахстан         |                                                               |
| до 54 кг          | Айна Саткыналиева · Казахстан     | Вероника Рус · Туркменистан      |                                                               |
| до 59 кг          | Ибодатхон Агожонова · Узбекистан  | Жанэль Набиева · Казахстан       | Мариана Мариано · Филиппины Ангелина Филиппова · Туркменистан |
| до 65 кг          | Мираида Метебек Кызы · Кыргызстан | Мулдер Аширбекова · Казахстан    |                                                               |
| до 72 кг          | Риза Сулейменова · Казахстан      |                                  |                                                               |
| до 80 кг          | Мавлуда Абдуллаева · Узбекистан   | Ассель Боранбаева · Казахстан    | Фатима Хассан · Ливан                                         |
| свыше 80 кг       | Анар Сейтимова · Казахстан        | Сабина Агаджанова · Туркменистан | Гульмира Исматова · Узбекистан                                |

#### Командный зачёт
*   Принимающая страна (Ливан)
| Место          | Страна         | Золото | Серебро | Бронза | Всего |
| -------------- | -------------- | ------ | ------- | ------ | ----- |
| 1              | Казахстан      | 3      | 4       | 0      | 7     |
| 2              | Узбекистан     | 3      | 0       | 1      | 4     |
| 3              | Кыргызстан     | 1      | 0       | 0      | 1     |
| 4              | Туркменистан   | 0      | 2       | 1      | 3     |
| 5              | Ливан*         | 0      | 0       | 1      | 1     |
| 5              | Филиппины      | 0      | 0       | 1      | 1     |
| Всего стран: 6 | Всего стран: 6 | 7      | 6       | 4      | 17    |

## Общий медальный зачёт
*   Принимающая страна (Ливан)
| Место           | Страна           | Золото | Серебро | Бронза | Всего |
| --------------- | ---------------- | ------ | ------- | ------ | ----- |
| 1               | Узбекистан       | 12     | 4       | 8      | 24    |
| 2               | Казахстан        | 9      | 13      | 3      | 25    |
| 3               | Кыргызстан       | 4      | 4       | 5      | 13    |
| 4               | Туркменистан     | 2      | 5       | 13     | 20    |
| 5               | Новая Зеландия   | 2      | 2       | 5      | 9     |
| 6               | Филиппины        | 1      | 0       | 1      | 2     |
| 7               | Республика Корея | 0      | 1       | 3      | 4     |
| 8               | Ирак             | 0      | 0       | 4      | 4     |
| 9               | Ливан*           | 0      | 0       | 3      | 3     |
| 10              | Иран             | 0      | 0       | 2      | 2     |
| Всего стран: 10 | Всего стран: 10  | 30     | 29      | 47     | 106   |